# Kurundogai
| Sangam-Literatur |
| --- |
| Ettuttogai („acht Anthologien“) |
| - Natrinai - Kurundogai - Aingurunuru - Paditruppattu - Paripadal - Kalittogai - Agananuru - Purananuru                                                                             |
| Pattuppattu („zehn Gesänge“) |
| - Tirumurugatruppadai - Porunaratruppadai - Sirupanatruppadai - Perumbanatruppadai - Mullaippattu - Maduraikkanchi - Nedunalvadai - Kurinchippattu - Pattinappalai - Malaipadukadam |

Das Kurundogai (Tamil: குறுந்தொகை Kuṟuntokai [ˈkurɯn̪d̪oɦɛi̯] „Sammlung von kurzen [Gedichten]“) ist ein Werk der alttamilischen Sangam-Literatur. Es handelt sich um eine Anthologie von 401 kurzen Liebesgedichten verschiedener Autoren. Innerhalb der Sangam-Literatur gehört es zur Gruppe der „acht Anthologien“ (Ettuttogai).

## Formale Aspekte
Von den zwei Genres der Sangam-Literatur (Liebes- und Heldendichtung) vertritt das Kurundogai das Genre der Liebesdichtung (agam). Die 401 Gedichte des Kurundogai sind, wie der Großteil des Sangam-Korpus, im Agaval-Metrum verfasst und haben in der Regel eine Länge von vier bis acht Zeilen (zwei Gedichte haben neun Zeilen). Innerhalb der acht Anthologien bildet das Kurundogai zusammen mit dem Natrinai und dem Agananuru eine Gruppe von Liebes-Anthologien mit jeweils 400 Gedichten. Im Kurundogai sind dabei kurze Gedichte gesammelt, während das Natrinai mittellange und das Agananuru lange Gedichte enthält. Die Gedichte des Kurundogai werden 205 verschiedenen Dichtern zugeschrieben. Dem Werk vorangestellt ist ein Einleitungsvers mit einer Anrufung des Gottes Murugan.

## Datierung
Die Gedichte des Kurundogai werden anhand inhaltlicher und sprachlicher Kriterien zur ältesten Schicht der Sangam-Literatur gerechnet. Die absolute Chronologie der Texte ist nicht sicher, doch wird für die meisten Gedichte des Kurundogai ein Entstehungszeitraum zwischen dem 1. und 3. Jahrhundert n. Chr. vorgeschlagen. Das Kurundogai ist größtenteils homogen, einzelne Gedichte können aber auch jüngeren Datums sein. Einige Jahrhunderte nach ihrer Entstehung wurden die ursprünglich mündlich überlieferten Einzelgedichte zu einer Anthologie zusammengefasst.

## Textbeispiel
„நிலத்தினும் பெரிதே வானினு முயர்ந்தன்று

நீரினு மாரள வின்றே சாரற்

கருங்கோற் குறிஞ்சிப் பூக்கொண்டு

பெருந்தே னிழைக்கு நாடனொடு நட்பே.“

„Niḻattiṉum peritē vāṉiṉum uyarntaṉṟu

nīriṉum ār aḷaviṉṟē cāral

karuṅ kōl kuṟiñci pū koṇṭu

perun tēṉ iḻaikkum nāṭaṉoṭu naṭpē.“

„Größer als die Erde, höher als der Himmel,

unermesslicher als das Meer ist die Liebe zu ihm

aus dem Land, wo aus der Berghänge

schwarzstieligen Kurinji-Blüten reichlich Honig entsteht.“